# Lang Kuta
Lang Kuta is een bestuurslaag in het regentschap Aceh Utara van de provincie Atjeh, Indonesië. Lang Kuta telt 316 inwoners (volkstelling 2010).